# Slag bij Namozine Church
De Slag bij Namozine Church vond plaats op 3 april 1865 in Amelia County, Virginia tijdens de Amerikaanse Burgeroorlog.

## Aanloop naar de slag
Terwijl Robert E. Lee zijn leger terugtrok uit de richting van Richmond fungeerde de Zuidelijke cavalerie als achterhoede. Hun taak was op geregelde tijdstippen de weg te blokkeren om de achterhoede van vijandelijke cavalerie-aanvallen te vrijwaren. Bij een rivieroversteek dicht bij Namozine Creek maakte Brigade generaal George Armstrong Custer contact met de achterhoede van Lee's leger. Custer slaagde erin verschillende Zuidelijke eenheden gevangen te nemen en de weg vrij te maken voor de Noordelijke infanterie. De Zuidelijke cavalerie was er wel in geslaagd zoveel tijd te winnen dat de eenheden onder leiding van Bushrod Johnson de nabij gelegen Namozine Church ongehinderd konden passeren. Daarna nam Johnson echter bij een kruispunt een verkeerde afslag. Hij liep daardoor even verder vast omdat de brug bij Deep Creek weggeslagen was door overstromingen.

## Veldslag
Een brigade van de cavalerie van North Carolina van Fitzhugh Lee's divisie probeerde het kruispunt bij Namozine Church te behouden, zodat Johnson en zijn infanterie opnieuw de juiste weg konden inslaan. Rond de middag werd de Zuidelijke cavalerie aangevallen door een Noordelijke cavaleriebrigade onder kolonel Wells. (Deze brigade maakt deel uit van de cavaleriedivisie onder Custer.) Custers jonger broer, Thomas, slaagde erin 1 officier, 11 manschappen en het vaandel van de 2nd North Carolina Cavalry gevangen te nemen. Voor deze actie kreeg hij het Medal of Honor uitgereikt. Een tweede medaille zou hij later in dezelfde week verdienen.
Een tweede Zuidelijk regiment voerde een tegenaanval uit. Opnieuw waren de verliezen groot. Velen werden gevangengenomen na een flankaanval van de Noordelijke cavalerie. Uiteindelijk arriveerde Johnsons infanterie. De Noordelijke cavalerie moest zich terugtrekken. Johnson zette zijn weg verder richting Amelia Church. Daar hoopte hij nieuwe voorraden aan te treffen voor zijn uitgeputte mannen.

## Na de veldslag
Kolonel Wells verloor 95 manschappen in het gevecht. De verliezen bij Lee's cavalerie zijn onbekend. Zeker is dat er 350 soldaten gevangen werden genomen. Na de slag deed Namozine Church dienst als veldhospitaal en hoofdkwartier van generaal Philip Sheridan.